# 漆黒の天
『漆黒の天』（しっこくのてん）は、坂本憲司郎による日本の漫画作品。講談社発行の少年漫画雑誌『月刊少年マガジンR』2にて連載された。

## あらすじ
平和な時を送っていた東の国「日ノ本（ひのもと）」にある日、宣教師と言う異国の民が突如現れた。彼らは「死ぬ事で皆幸せになれる」と説く「ルナー教」の教えを布教する異形の者達だった。彼らは人々を幸せである死に導く為に、各地で虐殺を繰り返し、日ノ本の国は殺戮（しあわせ）の国へと変わってしまった・・・。小さいが平和な村で、教師として子供達と過ごす「モモ」の前に、突如天から謎の少年が降ってきた。少年は、様々な事に対して、博識な知識は持っていたが、自らの名前も何も覚えておらず、天から降って来たと言う事から、少年はモモに「天（てん」）と名付けられる。これは、本当の幸せを探す冒険の物語である・・・。

## 登場人物

### 主人公勢力
天（てん）
本作の主人公。ある日、宣教師たちの居城である「ルナーの塔」から降って来た謎の少年。記憶を失っており自分の名前する分からないため、天から降って来たと言う事からモモにより「天」と命名される。本名『ルーナ＝ノヴァ』
黒のロザリオを身に着けた銀髪の少年。様々な知識を持っているが、見る物全てが自分にとって初めて見る事から、どんな物でもまるで辞書に書かれている説明文の様な話し方で話す癖がある。
宣教師たちの本拠地である「ルナーの塔」に住んでいたが、何故人は死を恐れるのか、何故苦しみながらも生きようとするのか、人の本当の幸せとは何かを知る為に、地上に降りてきた。自らを宣教師である事を自覚しているが、他の宣教師の様に自分から進んで人々を死に導く事はしないが、自分の求める答えを知る為に、フェザンに幸せの答えを知る為に、人々を殺す事を勧められ、答えを知る為に、人々を殺そうとした事もあり、答えを知る為ならば、どんな事でも躊躇なくする危うさも持っている。
モモと出会い、様々な事を教えられる。死にかけているネコを苦しみから救うために殺して苦しみから解放しようとするが、モモにそれでも助けたいという涙、宣教師が村を襲い、村人や教え子の子供達を殺され、自らも命を失いそうになりながらも皆を守ろうとするモモを見て、モモの幸せを見続ける事で本当の人の幸せを見つけられる可能性があると考え、村を襲う宣教師を自らの黒のロザリオを巨大な禍々しい大鎌に変え、強大なルナーの力で村を襲った宣教師を倒し、モモの宣教師達がいなくなる方が幸せと言う言葉を聞き、モモの幸せを見るために、自らの答えを見つける為に、全ての宣教師達を皆殺しにする旅に出る。
『全てを喰らう漆黒の牙』（ブラック・ファング）
黒のロザリオを巨大な大鎌に変化させ、強大なルーンの力を相手に向けて相手を真っ二つにする大技。
『全てを喰らう漆黒の牙・狂喜』（ブラック・ファング・バーサーカー）
黒のロザリオが覚醒し、さらに禍々しさを増した形状になり、まるで自らの意思を持つかの様に敵に襲い掛かり、喰らった相手のルーンを食い、天の力へと変える能力を持つが、力に飲み込まれ、暴走してしまう危険性を持つ技。

モモ
大きな丸眼鏡がトレードマークのヒロイン。教師
小さな村で教師をしていた心優しい少女。子供達に勉学を教え、平和に暮らしていたが、ある日突然空から降って来た天と出会い、記憶の無い天に様々な楽しい事を教えてあげようとする。
死にかけていたネコを天が殺してあげた方が幸福だと言うと、それでも助けてあげたいと、天に様々な優しさ等を教える存在となっていく。性格は基本的にのんびりとした楽天家だが、子供たちなどの危機には命を懸けても守ろうとする心の強さを持つ。
子供達を宣教師たちに殺され、天に宣教師たちがいなくなった方が幸せだと言ってしまったため、天がモモの幸せを叶える為に、宣教師を殺す旅に出るため、自身も天を見守り、宣教師達から人々を守る為に旅に出る決意を固める。

### 鬼面衆
町を守る剣豪集団、町を愛する思いを持つ者たちで構成されており、鬼の仮面をかぶっている。全員が町を守れない時は切腹を行う覚悟を持っている
ツネ
鬼面衆の総大将であり、「夜叉様」の異名を持つ。
夜叉の仮面を被り、町一番の剣の使い手。恐ろしい仮面の外見とは裏腹に、素顔は美人であり、村の者全てから愛されている。
『鬼刃』
敵の攻撃を躱し放つ必殺の抜刀術。
ベン
鬼面衆の一人であり、ツネの補佐も務める屈強な体格の大男。復活した使徒からツネを守るために死亡する。

### 幸福の町（しあわせまち）
ゴエモン
幸福の町で、ギャンブルに負けゴミ捨て場で簀巻きにされていた所を天達に助けられる。
元は、幸福の町が出来る前の城下町の城に仕えていた花火師の息子で、エビス丸とは幼い頃からの知り合いから、身分の差を感じずに付き合いをしていたが、父親との花火の腕を常に比べられる事から、一時は花火師をやめるつもりでいたが、自分よりも幼いエビス丸が、自らの義務を果たそうと跡目を継ぐ姿を見て、自分もエビス丸に負けない程の花火を打ち上げる事が出来る花火師を目指そうと山に籠っていたが、城下町を攻めに来た宣教師に城下町を跡形もなく吹き飛ばしエビス丸を殺された事から、宣教師に強い憎しみを持つ様になる。
『火具槌（かぐつち）』
大型キセル「火具槌」の先端に火薬を仕込み、それを爆発する事で強力な推進力を得て、相手を倒す技だが、キセルの動きを見る事で、自分の動きを予測されやすくなる欠点を持つ。
『昇華』
複数のロケット状の花火を敵に放ち、煙幕で敵の目を眩ます技。
『天昇龍華（てんのぼるりゅうのはな）』
火薬を敵の足元に渦状に仕掛けるゴエモン流火薬術「回爆の陣」を築き、敵の真下から龍の如き爆炎噴き上げて敵を倒す大技。

### 小波城城下町
エビス丸
城下町の殿様の子。ゴエモンとは幼き頃からの幼馴染であり、自分の悩みなどを聞いてもらえるゴエモンを兄の様に慕っていた。父親である殿様が急死し、まだ幼い自分が跡目を継ぐ事に大きな不安などを抱えていたが、自らの責任を果たそうと奮起する。宣教師が攻めて来た為、自分たちの力では民を守れないと判断し、クラウン達に同意すると伝え、自らの城に招き入れたが、それは民たちを全て城下町から逃がし、自分を囮に宣教師達をおびき寄せ、城下町に住む民衆達を逃がす為だった。最後は、ゴエモンの打ち上げる花火を見られなかった事を心残りにこの世を去る。
小波七勇士
小波城城下町を守る七人の侍達。下級使徒を一瞬で倒す程の力を持つが、クラウンに瞬殺される。
『七舞陣』
七人全員の力を合わせ敵に突撃する技。複数の下級使徒を一瞬で倒すほどの威力を持つ。

### その他
鳥山アンジェリーナ
単行本のに登場するニワトリ。物語には一切絡まない｡コミックボンボンで連載されていた漫画『ろぼおっ!』に登場する同名のキャラクターがモチーフ 。

## 宣教師
突如、日ノ本の国に現れた異国の者達。大きな体と大きな顔立ち、そしてその「教え」である「ルナー教」を信仰する集団。死ぬ事で幸せになれると言う考えを持ち、人間達を殺す時に「存命（くるしみ）に終焉（しあわせ）を」と言う言葉を送る。

### 教祖
教祖
全ての宣教師たちの頂点に立つ存在。現時点では名前も姿も不明。「ルナーの黙示録」実現の為に天を求める。

### 上級使徒
フェザン
常に目を閉じている様な風貌の青年。天の兄を自称しているが血縁関係は不明。天を溺愛している為、所かまわず溺愛ぶりを披露する。
黄金のロザリオを持つ上級使徒。天を連れ帰る為に天達の前に現れる。天に「ルーナ・ノヴァ」が本名だと告げ、モモにルーナ教のしている事は「殺人」ではなく「救済」だと説くが、納得出来ないモモを「低俗な人間にはルナーの教えは理解出来ない」と嘲け笑う。天に人々の幸せは「死」だけだと教えるが、モモの説得により天が自分の教えを否定した為、天に代わり真の救済を見せようと、自らのロザリオを羽状の武器に変え、近くの村人たちを皆殺しにする。そして、天を連れ帰ろうとするが、それを拒む天を力ずくで連れ帰ろうと攻撃を仕掛けるが、天を出来るだけ傷つけたくないと言う考えから、モモが天に余計な事を教えた為に言う事を聞かないと考え、モモの胸を貫くが、それが天の覚醒を誘い、片手を食われるが、自身もロザリオの力を「昇光」させ、天を殺してでも連れ帰ろうとするが、本来感情がない筈の天から怒りの感情が生まれている事への動揺から、一瞬の隙をつかれ上半身以外を吹き飛ばされ絶命する。
『幸福運ぶ黄金の羽』（ゴールド・フェザー）
黄金のロザリオを複数の羽状の小型の武器に変え、それを操り相手を貫く攻撃や、一か所に集め盾の様に使う事が出来る武器。
『幸福運ぶ黄金の羽・乱舞』（ゴールド・フェザー・カウントレス）
「昇光」する事で、さらに形殺傷力のある形状に変え、数も大幅に増やした状態。
『幸福恵む黄金の鳥』（ゴールド・バード）
「幸福運ぶ黄金の羽・乱舞」を一か所に集め、巨大な鳥状の形にした大技。
クラウン
ピエロの様な衣装を着た大柄の男。常に人を小馬鹿にした様な喋りをする。
幸福の町を治める上級使徒。かつて存在した城下町を一夜にして吹き飛ばし、その跡地に幸福の町を作り、集まってくる人間達を緩やかに死へと導く死の町を作り上げる。ルナーの塔から天を殺してでも連れ戻す任務を受け、天を罠に掛けるため、モモを誘拐し、町の中心にある塔に幽閉し、天達を下級使徒の自爆で倒そうとしたが、ゴエモンの奇策により失敗した為、黄金のロザリオを風船状の武器に変え、ゴエモンを追い詰めるが、ゴエモンの攻撃により、大柄な体型を形づくっていた着ぐるみが剥がされ、本当の姿であるガリガリに痩せ細った体を晒し、全てに面倒臭くなり、塔ごと天達を殺そうとする。
『幸福浮かれる黄金の球』（ゴールド・バルーン）
黄金のロザリオを風船状の形状に変え、風船の重さを羽よりも軽くしたり、岩よりも重くし、大きさも自由に変える事で、自身を浮かせたり、敵を薙ぎ払いながら倒す事が出来る武器。

### 使徒
モモの村を襲った宣教師
全身を黒い衣類で包んだ大柄な体型をした宣教師。モモの村にルナーの教えを説く為に来訪。村人達に「死」こそが救いと布教し、人間が自分で死ぬのは難しいので、自分が手助けをすると言う名目で、村人達に虐殺を始める。子供達を守ろうとするモモを殺そうとするが、幸せをモモから学べる可能性を感じた天により、山をも真っ二つにする漆黒の牙により倒される。
『悲しみ射貫く白銀の矢』（シルバー・アロー）
白銀のロザリオをボウガン状の武器に変え、ルーンを矢の形にして飛ばし、相手を射貫く技。
鬼面衆の町を襲った宣教師
全身を黒い衣類で包ん細長い体型をした宣教師。一度は鬼面衆によって倒され裏山に埋められたが、ロザリオが無事だった為に復活し、再び町にルナーの教えを説きに来訪。再度鬼面衆とツネと戦い、前回の戦いからツネの攻撃を読み、前回の戦いでは一本だけだった剣を二本にし、二刀流の戦い方でツネの片腕を切り落とし、ツネを守ろうとしたベンや鬼面衆を神速の突きとスピードで殺害するが、モモの幸せを見る為に天がツネを助ける為に現れ、天でも捉えきれないほどのスピードで追い詰めるが、天の自らを犠牲にする戦い方で動きを封じられ、真っ二つにされ倒される。
『苦しみ貫く白銀の剣閃』（シルバー・フェンシング）
レイピア状の武器を敵に突き刺す技。二段構えで敵の武器と動きを封じつつ、体を射貫く事も出来る。

### 下級使徒
黒服を着たガードマンの様な見た目をした使徒。数が多く、ルナーの力を肉体強化にしか使えない下級使徒。敵に向かい自爆する事も厭わない。

## 町・地名・遺跡
「ルナーの塔」
宣教師たちの本拠地。ある日突然天から日ノ国に降って来た十字の塔。大きさは全長３００キロを超え、熱圏に達する程の高さを持つ。
「モモの住んでいた村」
モモが住んでいた小さな村。正式名称は不明。
「鬼面衆の町」
町中に魔除けとして、鬼の瓦などが設置されている。町を愛する者達で構成された「鬼面衆」によって町を防衛している。
「峠の村」
峠の近くにある村。村から少し離れた処には、団子屋がある。
「小波城城下町」
かつて幸福の町があった場所にあった小さな城下町。
「幸福の町（しあわせのまち）」
かつて小さな城下町があった場所だが、宣教師を倒す為に、城下町を吹き飛ばした後の更地に建てられた町。ギャンブルなどの娯楽に溢れ、一見幸せそうに見えるが、塔から噴出されるガスを吸う事で快楽を強く感じ、欲望のままに行動する様になり、やがて廃人となり死ぬ事になるクラウンが作った楽チンな布教をする為の町。

## 用語
宣教師
ルナー教の教えを布教する信者たち。死ぬ事こそが唯一無二の救済と信じ、ルナーの加護を受けた者達の総称。身分の差はロザリオの色により分類され、位の高い順から、黄金、白銀、青銅と分類される。青銅の使徒は、ルナーの力を肉体強化にしか扱うことが出来ない下級使徒、白銀の使徒は、ロザリオを剣や銃などの武器に変化させ、ルーンを武器として使う事が出来る使徒、黄金の使徒は、白銀の使徒よりさらに高度なルナーの扱いが出来る上級使徒。
ルナーの光
使徒が持つ力の根源。武器として人を殺傷したり、肉体強化に使用したり、心肺機能が停止した死を迎えたばかりの人間を治癒したりなど、様々な奇蹟を起こす力だが、無限に使える訳ではなく、使い過ぎると自身の体力を大幅に消費させる。
ルナーの翼（ロザリオ）
ルナーの使徒達が持つロザリオ。ロザリオを通してルナーの力を使う事が可能であり、宣教師はロザリオが無事ならば死しても蘇る事が可能であり、人間の息吹を感じ取り居場所を感知する事も可能。また武器に変化させ使用する事も可能であり、色により身分が違い、青銅、白銀、黄金とあり、天の様な黒と言った通常存在しない色のロザリオも存在する。
昇光（レイズ）
ルナーのロザリオの力を覚醒させた状態。通常よりも強大なルナーの力を扱えるが、力に飲み込まれ暴走しかねない危険な力。

## 書誌情報
- 坂本憲司郎 『漆黒の天』講談社〈講談社コミックス月刊マガジン〉、全3巻
  1. 2016年4月15日発売[2] ISBN 978-4-06-392523-4
  2. 2016年9月16日発売[3] ISBN 978-4-06-392546-3
  3. 2017年6月16日発売[4] ISBN 978-4-06-392574-6